# Walking in the Air
Walking in the Air è un brano musicale, scritto da Howard Blake ed inciso originariamente da Peter Auty per il cortometraggio animato del 1982 The Snowman, film basato sull'omonimo libro di Raymond Briggsdel 1978. Il brano è un riadattamento di Lullaby (for a Cappella Vocal Group), scritta dallo stesso Blake ed eseguita per la prima volta nel dicembre 1975 dal gruppo The Scholars.
Il brano è stato successivamente inciso nel 1985 dal cantante gallese Aled Jones su 45 giri.
Il brano è stato in seguito oggetto di numerose cover e, pur non trattandosi di un brano a tema propriamente natalizio, la canzone è stata associata alle festività ed è presente in numerosi album natalizi.

## Storia

### Composizione
Howard Blake dichiarò che le parole del titolo "walking in the air" gli sarebbero state ispirate durante una passeggiata in una spiaggia della Cornovaglia.

### Prime incisioni
Nel film The Snowman, che è muto, la canzone rappresentò l'unica parte in sonoro. Ad interpretarla fu - come detto - Peter Auty, allora membro del coro della Cattedrale di San Paolo di Londra, accompagnato dall'orchestra diretta dal compositore Howard Blake.
Alla versione di Auty per il film The Snowman, seguì quella incisa dai Rainbow (con il titolo "Snowman"), che precedette il già citato singolo di Aled Jones.

### La versione di Aled Jones
Nel 1985 fu chiesto a Howard Blake da una marca di giocattoli statunitense di adattare il brano per una campagna pubblicitaria nel Regno Unito.
A causa del forfait di Peter Auty, Blake suggerì per l'incisione il dodicenne gallese Aled Jones, che lui aveva "conosciuto" grazie ad un documentario della BBC.
Aled Jones incise il brano su singolo pubblicato dalla EMI e prodotto da John Altman.
Il Lato B include la versione strumentale del brano, realizzata al pianoforte da Simon Chamberlain.

#### Tracce
1. Aled Jones – Walking in the Air – 3:22
2. Simon Chamberlain – Walking in the Air (Strum.) – 3:22

## Altre versioni
Oltre che da Peter Auty, dai Rainbow e da Aled Jones, il brano è stato interpretato anche dai seguenti artisti (in ordine alfabetico):
- Aurora (Nidarosdomen concert, Trondheim, Norvegia, 2017)
- Jim Bennett (2010)
- Erik Berglund (2002)
- Paul Brooks (1996)
- Celtic Woman (2005)
- Tom Chaplin (nel suo album natalizio Twelve Tales Of Christmas del 2017)
- Plácido Domingo e Riccardo Cocciante (in Christmas in Vienna V del 1998[9])
- The Eastern Sea (2012)
- Jackie Evancho (2011)
- Farao (2013)
- Michael Allen Harrison (2007)
- Iron Maiden (1986/87): Dave Murray e Adrian Smith eseguivano un brano strumentale basato sulla melodia di Walking on Air durante i concerti della tournée Somewhere on Tour
- Carter Moulton (2011)
- Nightwish (nell'album del 1998 Oceanborn[10] e nel 1999 come singolo [11])
- Siobhán Owen (2012)
- Elaine Paige (nell'album Christmas del 1986[12])
- Cliff Richard (2003)
- Sandra & Marcus (2013)
- The Shadows (1987)
- Silver, Wood & Ivory (2001)
- Phil Thompson (2007)
- Tingstad & Rumbel (2004)
- Yao Si Ting (2008)
- George Winston (1994)
- Will and the People (2020)

### La versione dei Nightwish
Il gruppo symphonic metal finlandese Nightwish incise il brano nel 1998, pubblicandolo nell'album Oceanborn edito dalla Spinefarm Records e nel 1999 su CD singolo.

#### Tracce
1. Nightwish – Walking in the Air – 3:41
2. Nightquest – 4:15
3. Tutankhamen – 5:13